# Vlastivědné muzeum v Šumperku
Vlastivědné muzeum v Šumperku je nejvýznamnější a zároveň největší muzeum v šumperském regionu. Slouží jako místo pro prezentaci rozmanitých výstav, včetně své stálé expozice a pro pořádání přednášek. V Centrální evidenci sbírek Ministerstva kultury je zaregistrováno více než 120 000 předmětů nacházejících se v muzeu. V roce 2014 se zde konalo 26 výstav a přednášek, např. Zkameněliny severní Moravy, Šumpersko za Velké války a další.

## Historie
Muzeum bylo založeno roku 1896 jako německé a za tu dobu prošlo významným vývojem. Tehdejší muzeum se prvně nacházelo v dominikánském klášteře, později v roce 1921 bylo přestěhováno do dnešního Geschaderova domu. V roce 1945 se muzeum stalo českým a zároveň se přestěhovalo do svých dnešních prostor v Pavlínině dvoře.

## Části muzea
- Výstavní síň
- Galerie Šumperska – provoz galerie byl zahájen dne 1.2.2007
- Galerie mladých – umožňuje začínajícím tvůrcům představit své dílo po dobu jednoho měsíce. Provoz galerie byl zahájen 30.3.2007
- Hollarova galerie
- Rytířský sál
- Stálá expozice – byla vytvořena roku 1996 u příležitosti 100. výročí založení muzea. Expozice prezentuje šumperský region – jeho historii, přírodu, zajímavá místa, památky.